# Agrilus roscidoides
Agrilus roscidoides es una especie de insecto del género Agrilus, familia Buprestidae, orden Coleoptera.
Fue descrita científicamente por Abielle de Perrin, 1909.